# Panoramio
Panoramio — вебсайт для розміщення фотографій, що дозволяє зберігати географічні координати місця, де їх було створено. Штаб-квартира Panoramio розташована в Цюриху, в офісній будівлі швейцарського підрозділу Google. Сервери, що зберігають фотографії користувачів, розташовані в США.

## Реалізація
Сайт інтегрований із Картами Google. Це дозволяє як встановити географічне розташування об'єктів на фотографіях, завантажених користувачами з усього світу, так і подивитися фотографії місцевості, що переглядається на карті.
Безпосередньо після завантаження можливий експорт геоданих у форматі KML з бази даних Panoramio.
Від грудня 2006 року зображення з Panoramio доступні на Google Earth при активізації шару Panoramio. Оновлення фотографій з Panoramio на карті Google Earth відбувається кілька разів на тиждень. Станом на березень 2018 рік сайт Panoramio не містить фотографії, а лише звернення від Google.

## Історія

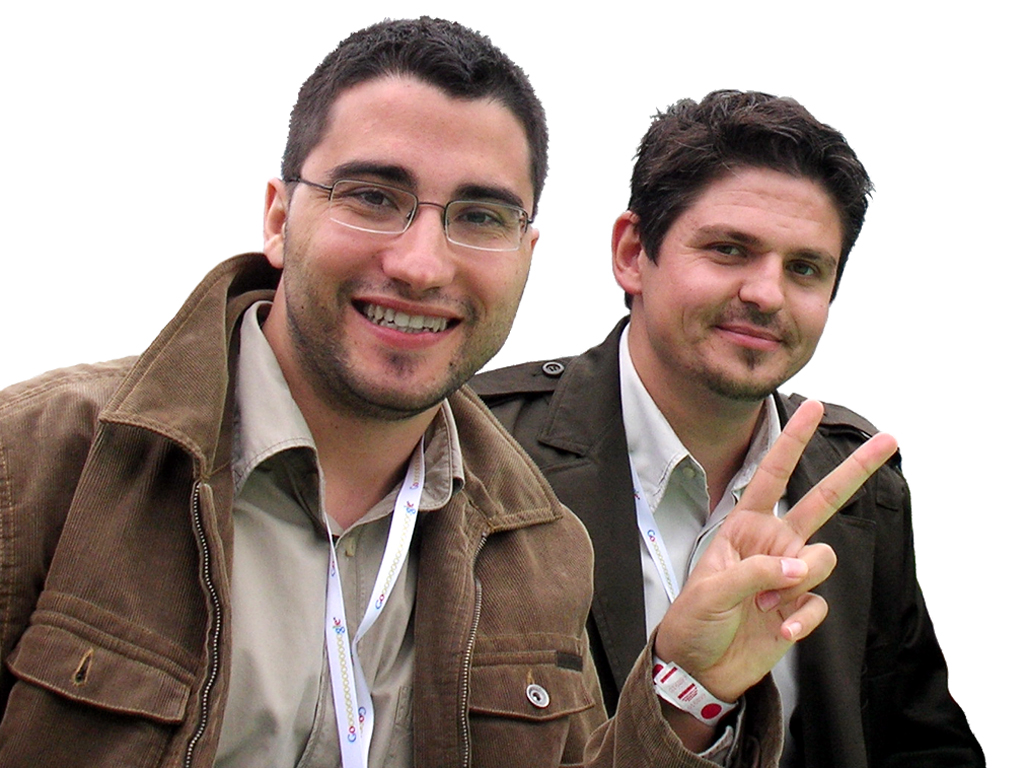
Хоакін Куенка та Едуардо Манчон, засновники Panoramio

Сайт Panoramio створили влітку 2005 року два іспанці — Едуардо Манчон Агілар (ісп. Eduardo Manchón Aguilar) і Хоакін Куенка Абела (ісп. Joaquín Cuenca Abela). Офіційне відкриття сайту відбулося 3 жовтня того ж року; до 19 березня 2007 року в архівах Panoramio набралося більше мільйона надісланих користувачами фотографій із зазначеними географічними координатами.
У кінці травня 2007 року були опубліковані офіційні оголошення про те, що Google купує Panoramio.
23 лютого 2010 року стало можливим автоматично додавати на Panoramio фотографії з Picasa Web Albums.
2 березня 2010 року відбулося злиття користувацьких облікових записів Panoramio і Google.
У першій половині 2010 року засновники сайту — Абела і Агілар — по черзі покинули проєкт.
23 вересня 2014 роки засновники Panoramio і колишні працівники Хоакін Куенка Абела, Хозе Флорида Конде і Едуардо Манчон Агілар оголосили збір підписів під петицією проти припинення роботи Panoramio під назвою «Google: Нехай співтовариство Panoramio буде жити», однак петицію підтримало лише невелика кількість користувачів — трохи більше 10 тисяч.
2 червня 2015 року було оголошено, що Google змінює свої плани щодо закриття Panoramio і що сайт і надалі буде працювати в поточному режимі, тоді як проєкт «Фототури» буде практично закритий (що і сталося 4 серпня 2015 року, коли «Фототури» припинили своє існування).
У червні 2015 року база даних сайту Panoramio була відключена від ресурсу Google Maps і до 4 вересня 2015 року фотографії з Panoramio не були видні на Картах Google.
3 жовтня 2015 року найбільш активні користувачі сайту відзначали його 10-річчя, проте ніяких офіційних урочистостей компанією Google організовано не було, так само як не було офіційного святкування адміністрацією сайту Panoramio в зв'язку з відсутністю такої.
5 жовтня 2016 було офіційно оголошено про закриття сайту Panoramio. З 4 листопада 2016 року у сайті пообіцяли відключити функції додавання нових фотографій, коментарів тощо. Сам сайт повинен був працювати в такому режимі «тільки перегляду фотографій» до 4 листопада 2017 року, після чого Google обіцяє його повністю відключити. Користувачем сайту для збереження фотографій пропонується прив'язати свої акаунти в Panoramio до акаунтів у Google+.
У ніч на 5 листопада 2017 р. на сайті Panoramio, крім обіцяних функцій завантаження і додавання інших даних, було зупинено показ усієї інформації. На самих сторінках фотографій відображалися тільки назви фото і самі знімки, хоча багато інших даних доступні в розрізнених місцях. Сервери сайту Panoramio працювали у звичайному режимі.
Доступ до сторінок із фотографіями та до самого сайту Panoramio припинився на початку травня 2019 року.

## Модерація фотографій
Після завантаження фотографії, а також прив'язки до місця, фото розглядається модераторами. Після перевірки (вона може тривати від 1 години до декількох днів) і при дотриманні Приймальної політики Google Earth, маркується невеликим значком (логотипом Panoramio) і написом внизу фотографії — «Фотографія обрана для Google Earth». У Google Earth вона стає видно під час чергового процесу «оновлення» фотографій.
Дата останнього оновлення фотографій в Google Earth є на форумі у відповідній темі.

## Зростання
- 19 березня 2007 — на Panoramio мільйон фото
- 26 червня 2007 — Panoramio 2000000 фото
- 25 жовтня 2007 — 5 мільйонів фото і мільйон зареєстрованих користувачів
- 17 грудня 2008 — 12 мільйонів 200 тис. фото
- 14 березня 2009 — 20 мільйонів фото
- 21 травня 2010 — 35 мільйонів фото
- 25 березня 2011 — 50 мільйонів фото
- 1 грудня 2013 — 100 мільйонів фото

Нині 1 мільйон фотографій завантажуються на сайт приблизно за 20 днів. З них 25-30 % видаляються адміністрацією або самими користувачами.

## Використання фотографій
Фотографії Panoramio доступні для перегляду в геосервісах Google — Google Earth, Google Maps, а також в пристроях супутникової навігації Garmin.
Panoramio надає можливість легально використовувати стороннім сайтам фотографії з кількох власними технологіями API. Навесні 2011 року фотографії стали доступні також при включенні шару Panoramio на сайтах, які використовують Google Maps API.
Крім того, багато користувачів сайту Panoramio завантажують фотографії під вільною ліцензією Creative Commons, що також передбачає їхнє подальше вільне використання відповідно до умов даних ліцензій.